# PSafe
PSafe（全称：PSafe科技股份有限公司；英文：PSafe Tecnologia S.A.）是一家来自拉丁美洲的互联网安全公司。该公司的免費殺毒軟件PSafe Total可运行在Windows、Mac OS和Android三大平台。PSafe成立于2010年，PSafe是拉丁美洲唯一一家同时用葡萄牙语和西班牙语提供产品和服务的互联网安全公司，也是在拉丁美洲地区首家提供免费云安全服务的公司。截至2013年底，PSafe已获得了累计超过3000万的新增下载用户，月活跃用户达到2000万。在2015年底前达到服务1亿用户的规模。